# Samtgemeinde Gieboldehausen
Die Samtgemeinde Gieboldehausen ist ein Gemeindeverband im Landkreis Göttingen in Niedersachsen. Verwaltungssitz der Samtgemeinde ist der Flecken Gieboldehausen.

## Verbandsgliederung
Der Samtgemeinde Gieboldehausen gehören zehn Mitgliedsgemeinden an, in denen mit Stand vom 31. Dezember 2023 insgesamt 13.264 Einwohner leben.
| Gemeinde                               | Einwohner |
| -------------------------------------- | --------- |
| Bilshausen                             | 2217      |
| Bodensee                               | 761       |
| Gieboldehausen, Flecken                | 3790      |
| Krebeck mit Ortsteil Renshausen        | 1020      |
| Obernfeld                              | 950       |
| Rhumspringe mit Ortsteil Lütgenhausen  | 1749      |
| Rollshausen mit Ortsteil Germershausen | 865       |
| Rüdershausen                           | 818       |
| Wollbrandshausen                       | 647       |
| Wollershausen                          | 447       |

## Geschichte
Die Samtgemeinde Gieboldehausen wurde zum 1. Januar 1971 gegründet und bestand zunächst aus dem Flecken Gieboldehausen und den Gemeinden Obernfeld, Rhumspringe, Rollshausen, Rüdershausen und Wollbrandshausen im damaligen Landkreis Duderstadt. Zwei Jahre später traten im Zuge der Gebietsreform in Niedersachsen zum 1. Januar 1973 die Gemeinden Bilshausen, Bodensee, Krebeck und Wollershausen der Samtgemeinde bei. Gleichzeitig wurde durch das Gesetz zur Neugliederung der Gemeinden im Raum Göttingen die Gemeinde Germershausen nach Rollshausen eingemeindet, Renshausen wurde Ortsteil von Krebeck, und die Gemeinde Lütgenhausen wurde in die Gemeinde Rhumspringe eingegliedert. Wollershausen und Lütgenhausen hatten bis dahin dem Landkreis Osterode am Harz angehört, alle übrigen Orte dem aufgelösten Landkreis Duderstadt. Die vergrößerte Samtgemeinde wurde dem Landkreis Göttingen zugeordnet. Damit erhielt der Gemeindeverband seine heutige Gestalt mit 13 Orten in zehn Gemeinden.
Anhand der -hausen Endung der Ortschaften lässt sich ausweisen, dass diese Dörfer zumeist im 8. und 9. Jahrhundert entstanden. In ihrer ursprünglichen Schreibweise beinhalten die Ortschaften einen Personennamen, welcher meist auf jene Person als ersten Siedler im jeweiligen Ort hinweist. Ausgrabungsspuren zeugen darüber hinaus über eine längere Besiedlung des Raumes, die bereits bis auf die Jungsteinzeit und Bronzezeit zurückgeht. Erste urkundliche Erwähnungen stammen dagegen aus dem 10. Jahrhundert (z. B. Bilshausen 952) und zeugen von einer mitunter 300- bis 400-jährigen Zugehörigkeit zu den Herzögen von Braunschweig.
Historische Verwaltungseinheiten mit Sitz in Gieboldehausen waren das Amt Gieboldehausen (Kurmainz, später Hannover und Preußen) sowie der Kanton Gieboldehausen im Königreich Westphalen. Alle Orte der heutigen Samtgemeinde gehörten mindestens zeitweise einer dieser Einheiten an.

## Politik

### Samtgemeinderat
Der Samtgemeinderat Gieboldehausen setzt sich aus 30 Ratsmitgliedern zusammen. Dies ist die festgelegte Anzahl für eine Samtgemeinde mit einer Einwohnerzahl zwischen 12.001 und 15.000 Einwohnern. Die Ratsmitglieder werden durch eine Kommunalwahl für jeweils fünf Jahre gewählt. Stimmberechtigt im Samtgemeinderat ist außerdem der Samtgemeindebürgermeister. Die aktuelle Amtszeit begann am 1. November 2021 und endet am 31. Oktober 2026.
Seit der Kommunalwahl 2021 setzt sich der Rat wie folgt zusammen:
| Samtgemeinderat 2021Insgesamt 30 Sitze - CDU: 16 - SPD: 6 - UW SGG: 5 - Grüne: 2 - FDP: 1 |

### Samtgemeindebürgermeister
Am 7. Mai 2017 wurde Steffen Ahrenhold (CDU) mit 57,91 % der Stimmen zum Samtgemeindebürgermeister gewählt. Seine Stellvertreter sind Maria Bock (CDU) und Rainer Lentes (SPD).
Bisherige Amtsinhaber:
- 2011–2017: Marlies Dornieden (CDU)
- 2001–2011: Reinhard Grobecker (CDU)

### Gemeinderäte
Die zehn Gemeinden der Samtgemeinde werden durch je einen Rat und insgesamt 102 Ratsmitglieder vertreten. Seit der Kommunalwahl 2021 verteilen sich diese wie folgt:
| Gemeinde         | SPD | CDU | Grüne | FDP | Wählergr. | parteilos | ∑   |  | Name Wählergruppe/Einzelkandidat             |
| ---------------- | --- | --- | ----- | --- | --------- | --------- | --- |  | -------------------------------------------- |
| Bilshausen       | –   | 7   | –     | –   | 6         | –         | 13  |  | Unabh. Bürgerliste Bilshausen                |
| Bodensee         | 3   | 4   | 1     | –   | 1         | –         | 9   |  | Unabh. Wähler Bodensee                       |
| Gieboldehausen   | 4   | 5   | –     | 1   | 5         | –         | 15  |  | Freie Wählergr. Gemeinsam für Gieboldehausen |
| Krebeck          | –   | 8   | 2     | –   | –         | 1         | 11  |  | Andre Engelhardt                             |
| Obernfeld        | –   | 9   | –     | –   | –         | –         | 9   |  |                                              |
| Rhumspringe      | 1   | 10  | –     | –   | –         | –         | 11  |  |                                              |
| Rollshausen      | –   | 5   | –     | –   | 4         | –         | 9   |  | Wählergem. Rollshausen – Wir für euch        |
| Rüdershausen     | 3   | 5   | 1     | –   | –         | –         | 9   |  |                                              |
| Wollbrandshausen | 1   | 7   | –     | –   | –         | 1         | 9   |  | Janina Bodmann                               |
| Wollershausen    | 5   | 2   | –     | –   | –         | –         | 7   |  |                                              |
| ∑                | 17  | 62  | 4     | 1   | 16        | 2         | 102 |  |                                              |

### Wappen
Das Wappen der Samtgemeinde Gieboldehausen geht auf einen Entwurf von Hilmar Renner aus Bilshausen zurück. Es wurde am 16. Januar 1974 durch die Bezirksregierung Hildesheim genehmigt.
| | Blasonierung: „Von Silber und Blau geteilt. Oben in Silber ein roter Giebel mit schwarzen Begrenzungsbalken. Aus dem unteren Giebelbalken wachsend eine goldene, herschauende Madonna mit dem Jesuskind auf dem linken Arm, einem Zepter in der rechten Hand und einer dreizackigen Krone auf dem Haupt. Unten in Blau das sechsspeichige silberne Mainzer Rad mit schwarzem Achsnagel und zwölf schwarzen Nagelköpfen auf dem Radkranz.“ |
| Wappenbegründung: Das Wappenschild ist in den überragenden Farben blau-silber nach dem Wappen des Ritters Bertram von Bilshausen gestaltet. Der stilisierte niedersächsische Giebel weist darauf hin, dass die Orte der Samtgemeinde für niedersächsische Verhältnisse schon außerordentlich früh bezeugt sind. Das Kurmainzer Rad symbolisiert die frühere Zugehörigkeit der Gemeinden zum Kurfürstentum Mainz. Die Mitgliedsgemeinden einschließlich der Ortsgemeinschaften werden durch die zwölf schwarzen Nägelköpfe auf dem Radkranz, die Sitzgemeinde Gieboldehausen durch den Achsnagel gekennzeichnet. Die Muttergottesstatue befindet sich in der Wallfahrtskirche zu Germershausen. Durch das Gnadenbild ist das Dorf Germershausen als Wallfahrtsort weit über die Grenzen der Samtgemeinde Gieboldehausen und des Landkreises Göttingen bekannt. | |

## Bildung und Infrastruktur

### Kindertagesstätten
Die Gemeinde Krebeck ist Trägerin des Integrativen Kindergartens „Sonnenzwerge“. Die weiteren Einrichtungen in Bilshausen (Kath. Kindertagesstätte „St. Bernardus“), Bodensee (Kath. Kindertagesstätte „St. Matthäus“), Gieboldehausen (Kath. Kindertagesstätten „St. Antonius“ und „Heilige Familie“) und Obernfeld (Kath. Kindertagesstätte im Pfarrgarten) werden von den jeweiligen Kirchengemeinden betrieben.

### Grundschulen
Die Samtgemeinde Gieboldehausen unterhält als Schulträgerin vier Grundschulen:
- Grundschule Bilshausen (Schulbezirk: Bilshausen, Bodensee, Krebeck und Renshausen)
- Grundschule Gieboldehausen (Schulbezirk: Gieboldehausen und Wollbrandshausen)
- Grundschule Obernfeld (Schulbezirk: Obernfeld, Rollshausen und Germershausen)
- Reinhard-Horn-Grundschule Rhumspringe (Schulbezirk: Rhumspringe, Wollershausen, Rüdershausen, Lütgenhausen)

Die Schulen in Bilshausen und Gieboldehausen werden als Offene Ganztagsschulen betrieben.
Aufgehoben wurden die Grundschulen in Wollershausen (1973), Rollshausen (1976), Wollbrandshausen (1977) und Rüdershausen (Georg-Schreiber-Schule, 2004) sowie zuletzt die Grundschule Krebeck/Bodensee (2018).

### Weiterführende Schulen
Der Landkreis Göttingen betreibt in Gieboldehausen eine kooperative Gesamtschule, die von Kindern aus dem gesamten Altkreis Göttingen besucht werden kann, und eine Schwimmhalle in unmittelbarer Nachbarschaft zum Schulzentrum.
Die Samtgemeinde Gieboldehausen gehört außerdem zum Schulbezirk der folgenden weiterführenden Schulen:
- Realschule: Heinz-Sielmann-Realschule Duderstadt
- Oberschule: Carl-Friedrich-Gauß-Schule Groß Schneen
- Gymnasium: Eichsfeld-Gymnasium Duderstadt
- Integrierte Gesamtschule: Integrierte Gesamtschule Bovenden
- Förderschule (Lernen, Geistige Entwicklung und Sprache): Pestalozzi-Schule Duderstadt

### Friedhöfe
In Bodensee, Germershausen, Krebeck, Lütgenhausen, Obernfeld, Rhumspringe, Rollshausen und Wollbrandshausen bestehen kommunale Friedhöfe, die von der Samtgemeinde Gieboldehausen unterhalten und verwaltet werden. Dies gilt auch für die Friedhofskapelle in Renshausen. Die katholischen Friedhöfe in Gieboldehausen, Bilshausen und Renshausen sowie die evangelischen Friedhöfe in Gieboldehausen und Wollershausen stehen dagegen in Trägerschaft der jeweiligen Kirchengemeinden.